# 福岡市民体育館
福岡市民体育館（ふくおかしみんたいいくかん、英: Fukuoka City Civic Gymnasium）は、福岡県福岡市博多区に所在する体育館である。

## 概要
1972年4月1日開設。1995年のユニバーシアードではバレーボール競技の会場に使用された。2007年よりライジングゼファーフクオカのホームアリーナの一つとなっている。
福岡市民体育館にはメインアリーナがある第1競技場棟のほか、第2競技場棟、柔剣道場が入る本館棟、屋外には補助競技場やプールがあった。しかし、2018年には福岡市総合体育館が完成し、市民体育館の施設は老朽化していたこともあり、第2競技場棟、本館棟（トレーニング室を含む）、補助競技場、プールは2021年（令和3年）3月に廃止された。
2021年6月10日、福岡県は福岡武道館を福岡市民体育館の敷地内（第2競技場棟と本館棟の跡地）に移転する方針を明らかにした。

## 施設概要
敷地は財務省、建物は福岡市の所有である。2021年3月に廃止された第2競技場棟と本館棟の跡地は2022年度に財務省へ返還される予定で、新たに福岡県が借りて福岡武道館の建物を建設する予定である。

### 競技場
- 競技場（36m×49m）
- ステージ
- 観客席（固定2,504席、ブリッチャー996席）